# مرکز فناوری جایگزین
مرکز فناوری جایگزین یا CAT (به انگلیسی: Centre for Alternative Technology) یک مرکز بوم‌شناسی در پویس در کشور ولز برای تدریس و به نمایش گذاشتن توسعه پایدار است. مرکز فناوری جایگزین برخلاف نامش، دیگر تنها روی فناوری جایگزین تمرکز ندارد و در تمام زمینه‌های زندگی پایدار، اطلاعات فراهم می‌کند. برای تمام بازدیدکنندگان این موقعیت فراهم شده‌است که در آن به تحصیلات تکمیلی ادامه دهند و دوره‌های درسی کوتاه‌تری هم مخصوص افرادی که در همان مکان زندگی می‌کنند طراحی شده‌است و اطلاعاتی را در مورد انرژی تجدیدپذیر، معماری پایدار، کشاورزی ارگانیک، باغداری و زندگی که به محیط طبیعی آسیب نمی‌زنند منتشر می‌کند. مرکز فناوری جایگزین همچنین برنامه‌های آموزشی برای مدارس دارد و محصولات پایدار را در فروشگاه‌ها، رستوران‌ها و سفارش ایمیلی می‌فروشد.

## تاریخچه

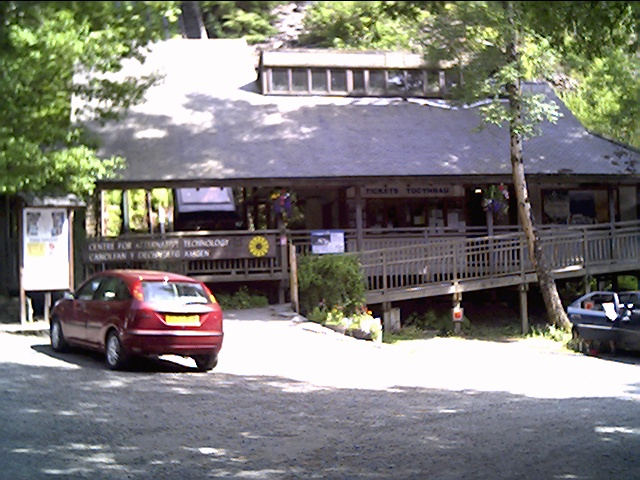
نمای روبرو از ساختمان مرکزی و بلیط‌فروشی آن

مرکز فناوری جایگزین توسط یک بازرگان به نام مورگان-گرنویل بنیان‌گذاری شد که بعدها به یک دوستدار محیط زیست تبدیل شد. این مرکز در سال ۱۹۷۳ در معدن سنگ لوح ایالتی لیوینگورن که بلااستفاده بود (و زمانی از خدمات راه‌آهن باریک کوریس استفاده می‌کرد) نزدیک ماچینلث تأسیس شد و ۲۸۰۰۰ متر مربع مساحت داشت. نام این مؤسسه در ابتدا «مرکز ملی فناوری جایگزین» بود.
مرکز فناوری جایگزین در گذشته از سیاست‌های UCAT پیروی می‌کرد که مرکز اصلی آن در بریستول بود و بعدها به مرکز انرژی پایدار تبدیل شد.

## مرکز بازدیدکنندگان
در سال ۱۹۷۵ یک نمایشگاه دائمی برپا شد تا علاقهٔ همگانی را بیشتر کند. یک فضای ۱۶۰ هزار متر مربعی با ۲۸ هزار متر مربع اشیای نمایشی تعاملی، بزرگ‌ترین جاذبهٔ توریستی در این منطقه را تشکیل می‌دهد. این نمایشگاه در تمام طول سال در هفت روز هفته باز است مگر در کریسمس. این مکان، به عنوان یک سازمان خیریهٔ ثبت شده‌است.
تجهیزات و نمایشگاه‌ها عبارتند از:
- قطار کابلی CAT که تعادل آن‌ها با آب برقرار شده‌است[۷] در راه‌آهن مرکز فناوری جایگزین
- انرژی خورشیدی، انرژی آبی و انرژی بادی
- یک ساختمان کم‌مصرف
- یک شبکه انرژی الکتریکی با مساحت زیاد که با انرژی تجدیدپذیر کار می‌کند
- نمایش روش‌های باغداری ارگانیک
- یک پمپ جک هیدرولیک
- ساختمان‌های کاهی و گلی
- بزرگ‌ترین کتابفروشی سبز[۸] بریتانیا
- رستوران‌های گیاهخواری
- رویدادها، فعالیت‌ها و دوره‌های آموزشی که در طول سال برگزار می‌شوند و از طریق وبسایت اطلاع‌رسانی می‌شوند.

## آموزش
این مرکز مجموعه‌ای از دوره‌های آموزشی ارائه می‌دهد که طولشان از یک روز تا یک هفته متغیر است. برخی از این دوره‌های آموزشی برای عموم مردم ارائه می‌شود و برخی از آن‌ها برای افراد حرفه‌ای خاصی برگزار شده و در پایان به آن‌ها مدرک اعطا می‌شود. CAT به آموزگاران می‌آموزد که چگونه در مدرسه تدریس کنند، لوازم آموزشی مختلف تولید می‌کند و دوره‌ها و مطالب مختلفی در سایت خود ارائه می‌دهد.
این مرکز دارای یک دانشکدهٔ کارشناسی محیط زیست است و دوره‌های آموزشی تحصیلات تکمیلی در موضوعات انرژی تجدیدپذیر، معماری و مطالعات محیط زیست ارائه می‌دهد.
این مرکز یک دوره دیپلم حرفه‌ای معماری را در مجموعهٔ مطالعات پیشرفتهٔ انرژی و محیط زیست در سال ۲۰۰۸ ارائه داده‌است که در پایان آن یک مدرک معماری بخش دو به دانش پژوهان اعطا خواهد شد.

### مؤسسهٔ آموزش پایدار ولز
در تابستان ۲۰۱۰ مرکز فناوری جایگزین مؤسسهٔ آموزش پایدار ولز را تأسیس کرد. یک ساختمان بزرگ آموزشی برای مطالعات موردی در معماری پایدار طراحی شد. این ساختمان یک محل ویژه برای سخنرانی دارد و مفاهیم ساختمانی مانند سامانه غیرفعال خورشیدی و تهویه بازیابی حرارتی و همچنین مواد ساختمانی که اثر منفی کمی بر محیط زیست دارند مثل چوب، علف خشک، آهک، خاک کوبیده در آن دیده می‌شوند. دیواره‌های خارجی این ساختمان از همپکریت ۵۰۰ میلی‌متری ساخته شده‌است و محل سخنرانی از دیوارهای بلند ۷٫۲ متری با ۳۲۰ تن خاک کوبیده ساخته شده‌است.
یک سیستم مدیریت ساختمان مورد استفاده قرار گرفته‌است تا پارامترهای مختلف ساختمانی را گزارش دهد که اطلاعات لازم برای پروژه‌های تحقیقاتی دانش‌پژوهان مرکز فناوری جایگزین را فراهم می‌آورد. این ساختمان برای آموزش دوره‌های تحصیلات تکمیلی و دوره‌های کوتاه استفاده می‌شود و همچنین به عنوان محلی برای تشکیل کنفرانس استفاده می‌شود. در سال ۲۰۱۰ ساختمان مؤسسهٔ آموزش پایدار ولز رتبهٔ اول را در فهرست ده ساختمان برتر ۲۰۱۰ دیلی تلگراف بدست آورد. و در فهرست ده ساختمان برتر ۲۰۱۰ گاردین نیز رتبهٔ چهارم را کسب کرد. این ساختمان همچنین جایزهٔ مؤسسهٔ سلطنتی معماران بریتانیا در سال ۲۰۱۰ را نیز از آن خود کرد.
مرکز فناوری جایگزین در وهلهٔ اول، اقدامات خود را بر اساس انرژی بادی، خورشیدی و آبی انجام می‌دهد ولی پس از مدتی با کمبود توان مواجه شد و شروع به دریافت توان از شبکه برق ملی بریتانیا کرد. اندکی پس از آن، در سال ۲۰۰۴ یک توربین بادی بزرگ جدید به کمک سود سهامی که در پروژه‌ها به Bro Dyfi Community فروخته می‌شد ساخته شد. از سپتامبر ۲۰۰۹ به بعد CAT یک سیستم میکروگرید راه اندازی کرد که شامل عناصری برای اقدامات درون‌شبکه‌ای و برون‌شبکه‌ای است.
مرکز فناوری جایگزین آب مورد نیاز خود را از یک ذخیرهٔ ساختهٔ انسان در معدن سنگ ایالتی که در ابتدا در آن محل ساخته شده بود تأمین می‌کند و فاضلاب آن را نیز توسط تالاب مصنوعی که خود ساخته‌است مدیریت می‌کند.

## اثرات منطقه‌ای
وجود این مرکز در درهٔ Dyfi اثرات مختلفی بر محیط زیست این منطقه داشته‌است که هم‌اکنون نامزد برنامه انسان و زیست‌کره یونسکو است. CAT plc در شهر Machynlleth که نزدیک‌ترین شهر به آن است، یک کافهٔ غذای کامل گیاهی و یک فروشگاه مجزا دایر کرده‌است. وقتی CAT plc برچیده شد، قسمت امور خیریهٔ CAT مالکیت این کافهٔ گیاهخواری را در دست دارد. این کافه به صورت یک بخش خصوصی اداره می‌شود. فروشگاه غذای کامل بسته شد چون CAT مالک آن نبود اما یک فروشگاه غذای کامل جدید به نام Dyfi Wholefoods به وسیلهٔ کارکنان اضافهٔ مرکز فناوری جایگزین تأسیس شد. یک مجموعهٔ صنعتی با نام Dyfi Eco Park نزدیک راه‌آهن Machynlleth شامل ادارات Dulas Ltd و یک کارخانهٔ انرژی تجدیدپذیر است که توسط کارکنان پیشین مرکز فناوری جایگزین تأسیس شد.